# Pădurea de liliac Ponoarele
Pădurea de liliac Ponoarele este o arie protejată de interes național ce corespunde categoriei a IV-a IUCN (rezervație naturală de tip floristic și peisagistic) situată în județul Mehedinți, pe teritoriul administrativ al comunei Ponoarele.

## Localizare
Aria naturală cu o suprafață de 20 hectare se află în extremitatea nord-estică a județului Mehedinți în apropierea limitei teritoriale cu județul Gorj (Podișul Mehedinți), în imediata vecinătate a rezervației naturale Complexul carstic de la Ponoarele, în partea estică a satului Băluța și este străbătută de drumul comunal (DC57) care leagă localitatea Ponoarele de Delureni.

## Descriere

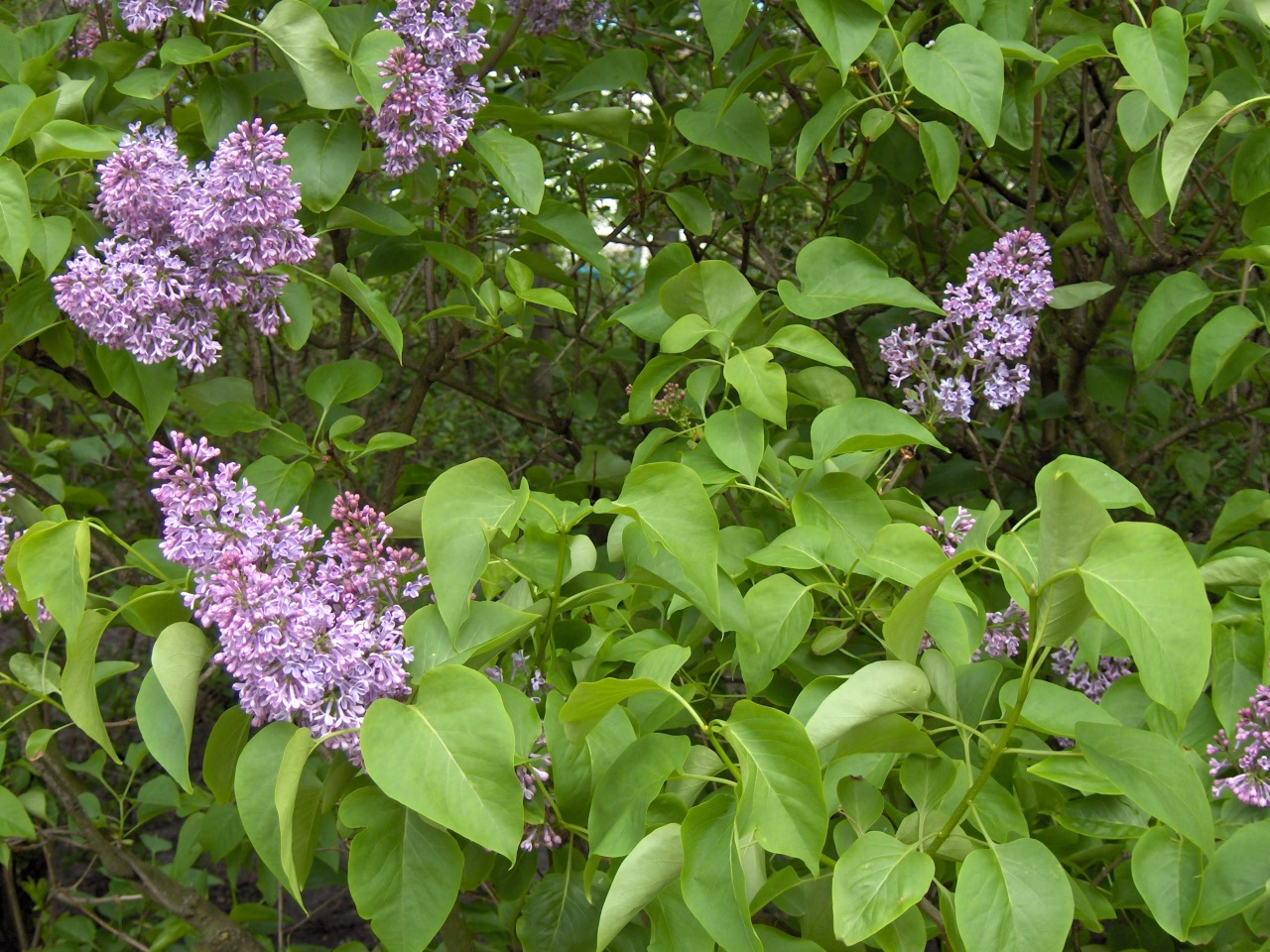
Liliac (Syringa vulgaris)

Rezervația naturală a fost declarată arie protejată prin Legea Nr.5 din 6 martie 2000 (privind aprobarea Planului de amenajare a teritoriului național - Secțiunea a III-a - zone protejate) și este  o zonă deluroasă constituită din șisturi cristaline și calcare atribuite perioadei Jurasicului. 
Aria naturală  se suprapune sitului Natura 2000 - Platoul Mehedinți și reprezintă o suprafață împădurită (culmi domoale, ponoare, văii, cheiuri, doline, lapiezuri), cu rol de protecție pentru specii de liliac sălbatic. 
Pădurea de liliac Ponoarele este inclusă în Geoparcul Platoul Mehedinți .